# Sovět
Sovět (česky „rada“) bylo původně označení pro socialistické sdružení pracujících, dělníků (dělnické rady), vojáků a rolníků, na sklonku Ruského impéria, které hrály důležitou roli v revoluci roku 1917. V Sovětském svazu (SSSR), který je po nich pojmenován, byly sověty politické orgány, které měly formálně moc.

## Revoluce
Lenin s Trockým využili Druhý sjezd sovětů na podzim 1917 k legalizaci státního převratu zvaného říjnová revoluce. Svržení prozatímní vlády prosazovali pod heslem: Všechnu moc sovětům! V sovětech, zejména v nejdůležitějším Petrohradském sovětu, získaly v té době radikálové podporující revoluční bolševiky převahu.
Podle ruského vzoru byly po roce 1917 vyhlášeny v různých zemích republiky rad (republiky sovětů), neuznané komunistické státy, které zanikly během několika týdnů až měsíců.

## V Sovětském svazu
Sovětů bylo mnoho druhů; od obyčejných rad až po městské, oblastní či nejvyšší sověty (každá republika měla vlastní nejvyšší sovět a existoval i Nejvyšší sovět SSSR na federální úrovni). V jeho čele stálo prezídium, jehož představitelé měli vedoucí funkce ve státě.
Podle sovětské ústavy právě prostřednictvím sovětů lidé vykonávali svůj podíl na správě země. Byť oficiálně tomu tak bylo, vzhledem k neexistenci opozice a politické soutěže sověty sloužily spíše k prosazování zájmů KSSS a jejích spojenců. Tento nedostatek začal být mírně odstraňován v období perestrojky, kdy byly připuštěny i kandidatury nezávislých.
Nejvyšší sovět vlastně zhruba odpovídal někdejšímu komunisty řízenému československému federálnímu parlamentu, republikové sověty pak odpovídaly např. někdejší komunistické České a Slovenské národní radě. Oblastní sověty pak zhruba odpovídaly československým krajským národním výborům, okresní sověty okresním národním výborům a místní sověty pak místním národním výborům.